# ヴィジャイ・ガングリー
ヴィジャイ・ガングリー（Vijay Ganguly、1980年 - ）は、インドの振付師。

## キャリア
子役として『Saaheb』『Sadak Chhap』『Dushman Devta』に出演した後、2005年にアシスタント・コレオグラファーとして『Bunty Aur Babli』に参加した。その後も『地上の星たち』『Yuvvraaj』『ミッション:インポッシブル/ゴースト・プロトコル』に参加し、2013年に振付師として独立した。独立後は『Junooniyat』の「Nachenge Saari Raat」、『Baadshaho』の「Mere Rashk-e-Qamar」など複数の楽曲の振り付けを手掛け、『探偵ジャッガ』の「Galti Se Mistake」で知名度を上げた。

## フィルモグラフィー
- Bunty Aur Babli（2005年）
- I See You（2006年）
- 地上の星たち（英語版）（2007年）
- Yuvvraaj（2008年）
- Little Zizou（2008年）
- 神が結び合わせた2人（英語版）（2008年）
- アラジン 不思議なランプと魔人リングマスター（2009年）
- Zokkomon（2011年）
- ミルカ（2013年）
- Hate Story 3（2015年）
- Baadshaho（2017年）
- あなたのスールー（英語版）（2017年）
- 探偵ジャッガ（英語版）（2017年）
- ストゥリー 女に呪われた町（2018年）
- 盲目のメロディ〜インド式殺人狂騒曲〜（2018年）
- Badhaai Ho（2018年）
- KESARI/ケサリ 21人の勇者たち（2019年）
- スーパー30 アーナンド先生の教室（2019年）
- Bala（2019年）
- Bhangra Paa Le（2020年）
- Love Aaj Kal（2020年）
- 結婚は慎重に!（英語版）（2020年）
- Atrangi Re（2021年）
- Pippa（2023年）

## 受賞歴
| 年                             | 部門             | 作品                                      | 結果             | 出典             |
| フィルムフェア賞               | フィルムフェア賞 | フィルムフェア賞                          | フィルムフェア賞 | フィルムフェア賞 |
| ------------------------------ | ---------------- | ----------------------------------------- | ---------------- | ---------------- |
| 2018年                         | 振付賞           | - 『探偵ジャッガ』 - 「Galti Se Mistake」 | 受賞             | [ 7 ] [ 8 ]      |
| 2018年                         | 振付賞           | - 『探偵ジャッガ』 - 「Khaana Khaake」    | ノミネート       | [ 7 ] [ 8 ]      |
| 2018年                         | 振付賞           | - 『あなたのスールー』 - 「Ban Ja Rani」  | ノミネート       | [ 7 ] [ 8 ]      |
| 2022年                         | 振付賞           | - 『Atrangi Re』 - 「Chaka Chak」         | 受賞             | [ 9 ]            |
| 国際インド映画アカデミー賞     |                  |                                           |                  |                  |
| 2018年                         | 振付賞           | - 『探偵ジャッガ』 - 「Galti Se Mistake」 | 受賞             | [ 10 ] [ 11 ]    |
| 2022年                         | 振付賞           | - 『Atrangi Re』 - 「Chaka Chak」         | 受賞             | [ 12 ]           |
| ジー・シネ・アワード           |                  |                                           |                  |                  |
| 2017年                         | 振付賞           | - 『探偵ジャッガ』 - 「Galti Se Mistake」 | 受賞             | [ 13 ]           |
| スター・スクリーン・アワード   |                  |                                           |                  |                  |
| 2017年                         | 振付賞           | - 『探偵ジャッガ』 - 「Galti Se Mistake」 | ノミネート       | [ 14 ]           |
| ボリウッド映画ジャーナリスト賞 |                  |                                           |                  |                  |
| 2017年                         | 振付賞           | - 『探偵ジャッガ』 - 「Galti Se Mistake」 | 受賞             | [ 15 ]           |